# Ангелінський Єрик
Ангелінский Єрик — річка в Росії, в Краснодарському краї. Бере початок у Красному лісі. Тече спочатку на північ, потім, у станиці Новониколаївської, повертає на північний-захід і впадає в єрик Паровий (Васильчиков), на східній околиці станиці Гривенської. У тому місці, де Ангелінський Єрик змінює напрям своєї течії з північного на північно-західний, від нього праворуч відходить Кривий (Крутий) єрик, річищем якого кілька століть тому кубанська вода прямувала в Кірпільські лимани.
Ангелінский Єрик є важливою водної магістраллю Кубанської зрошувальної системи. Він є і розподільчим каналом, і скидним колектором. На його берегах розташовані станиці Старонижестебліївська і Гривенська, хутори Первомайський, ім. Крупської, Ангелінський, Лебеді.